# Преси-су-Тиль (кантон)
Преси-су-Тиль (фр. Précy-sous-Thil) — кантон во Франции, находится в регионе Бургундия. Департамент кантона — Кот-д’Ор. Входит в состав округа Монбар. Население кантона на 2006 год составляло 2899 человек.
Код INSEE кантона — 2127. Всего в кантон Преси-су-Тиль входят 18 коммун, из них главной коммуной является Преси-су-Тиль.

## Коммуны кантона
- Эзи-су-Тиль — население 213 чел.
- Бьер-ле-Семюр — население 83 чел.
- Бро — население 181 чел.
- Брианни — население 113 чел.
- Кламре — население 175 чел.
- Домпьер-ан-Морван — население 206 чел.
- Фонтанжи — население 151 чел.
- Лакур-д’Арсне — население 129 чел.
- Марсиньи-су-Тиль — население 57 чел.
- Мисри — население 102 чел.
- Монтиньи-Сен-Бартелеми — население 69 чел.
- Нан-су-Тиль — население 181 чел.
- Нуадан — население 88 чел.
- Нормье — население 43 чел.
- Преси-су-Тиль — население 752 чел.
- Руайи — население 34 чел.
- Тост (Кот-д’Ор) — население 117 чел.
- Вик-су-Тиль — население 205 чел.